# Themacrys
Genre
Themacrys est un genre d'araignées aranéomorphes de la famille des Phyxelididae.

## Distribution
Les espèces de ce genre sont endémiques d'Afrique du Sud.

## Liste des espèces
Selon World Spider Catalog (version 17.5, 14/09/2016) :
- Themacrys cavernicola (Lawrence, 1939)
- Themacrys irrorata Simon, 1906
- Themacrys monticola (Lawrence, 1939)
- Themacrys silvicola (Lawrence, 1938)
- Themacrys ukhahlamba Griswold, 1990

## Publication originale
- Simon, 1906 : Étude sur les araignées de la section des cribellates. Annales de la Société entomologique de Belgique, vol. 50, p. 284-308 (texte intégral).